# モリタ食材開発研究所
株式会社モリタ食材開発研究所（もりたしょくざいかいはつけんきゅうしょ）は、大阪府大阪市城東区今福に本社を置く、食品関係分野の研究開発提案型企業として、食品の香味差別化・嗜好性向上などの技術提案及び製品製造販売を行っている。

## 沿革
- 1982年（昭和57年）10月　モリタ食材開発研究所として、守田悦雄が37歳で創業。
- 1983年（昭和58年）07月　幅広い分野で、先端技術開発志向型企業として事業展開を行うため、株式会社モリタ食材開発研究所に法人改組する。
- 1996年（平成08年）12月　社会貢献・還元ビジネスとして「ダーズンローズ倶楽部」を設立。12本の薔薇を「ダーズンローズ」と名付け、普及させるために設立。商標「ダーズンローズ」の普及と商標戦略を開始、各商品区分で商標登録をする。
- 1997年（平成09年）07月　植物ステビア茎等の農業分野に有効利用研究を行う部門「日本ステビア研究所」設立。農業資材商品及び農法の商標戦略・商標登録化を行う。
- 2000年（平成12年）04月　事業展開の特殊性から営業部門と研究部門の一体化を図るため技術研究提案組織・研究開発部とする。
- 2004年（平成16年）08月　商標「スッパイマン」の各商品区分に出願・登録化を図る。
- 2007年（平成19年）11月　日本赤十字社より銀色有功章を授与される。
- 2009年（平成21年）04月　知財戦略支援室設立。「大阪商工会議所」及び「大阪市工業会連合」の優良商工従業員表彰条件に該当する社員の推薦・表彰を受ける。
- 2010年（平成22年）02月　新社屋完成に伴い現・所在地に移転。
- 2011年（平成23年）11月　日本赤十字社より金色有功章を授与される。
- 2012年（平成24年）04月　ヘルシーライフ倶楽部設立。
- 2013年（平成25年）03月　国連UNCR協会より感謝状を授与される。 国境なき医師団より感謝状を授与される。
- 2013年（平成25年）12月　日本ステビア研究所閉所。
- 2015年（平成27年）07月　植物ステビア改良品種「和甜菊」の全草機能の研究部門「和甜菊機能研究所」を設立。
- 2016年（平成28年）06月　梅エキス・和甜菊エキス味質融合バランス化技術製品〔梅甜エキスシリーズ〕販売。
- 2018年（平成30年）08月　食品調味・融合技術師 資格認定 審査会設立。
- 2018年（平成30年）10月　スッパイマンエキスシリーズ商品企画開発・企業化。
- 2019年（平成31年）01月　ステビア改良品種植物 「和甘菊」商標登録。
- 2019年（平成31年）03月　ステビア優良品種植物 「和甜菊」商標登録。
- 2020年（令和02年）02月　商標「スッパイマン」の各商品区分登録商標権を株式会社 上間菓子店に移管完了。
- 2020年（令和02年）04月　透明醤油風調味料、味譜一番販売。食品矯臭・マスキング技術製品〔マスキットEXシリーズ〕販売。
- 2020年（令和02年）07月 革新的な香味づくりの融合技術開発に成功し、技術製品化を開始。
- 2020年（令和02年）11月　大阪府知事から食品衛生優秀特別表彰を受ける。
- 2021年（令和03年）06月　南米において古くて新しい食糧資源（健康食品・機能性素材）の再生プロジェクトに参加協力。
- 2021年（令和03年）12月　社内辞典（社員共有事項辞典、営業辞典、用語辞典、知財辞典、Q&A、帳票辞典）完成。
- 2022年（令和04年）02月　SDGs項目の達成を目指す宣言。
- 2022年（令和04年）03月　幅広い食品メーカー市販商品に対し、融合技術製品の差別化・嗜好性向上効果をWebサイトで情報公開。健康経営優良法人(中小規模法人部門)の認定を受ける。
- 2022年（令和04年）06月　モリタ食材開発第2ビル（今福南1丁目2番24号）に、一部業務移転。執行役員制の導入。スーパーフード・健康食品用 SDGs 目標ビジネステーマ［マヤラモン］商標登録済及び［モロミーズ］関係知的財産戦略等開始。
- 2022年（令和04年）09月　事業目的の変更登記。
- 2023年（令和05年）03月　健康経営優良法人(中小規模法人部門)の認定を受ける。
- 2023年（令和05年）10月　社内辞典（社員共有事項辞典、営業辞典、用語辞典、知的辞典、Q＆A、帳票辞典）改訂。
- 2023年（令和05年）11月　日本赤十字社より社長感謝状を授与される。
- 2024年（令和06年）03月　健康経営優良法人（中小規模法人部門）の認定を受ける。

## 主力商品
- 透明醤油風調味料 味譜一番
- 健康志向・自然志向用の植物性低カロリー甘味料
- 食品素材の旨味強化調味料